# Plaza de la Concordia
La plaza de la Concordia (en francés, Place de la Concorde) está situada al comienzo de la avenida de los Campos Elíseos en el VIII Distrito de París, en Francia. Se trata de la segunda más grande de Francia después de la plaza de Quinconces, en Burdeos.

## Historia

### Inicios
La ciudad de París, en la persona de sus regidores y de los vendedores, decide en 1748 erigir una estatua ecuestre de Luis XV para celebrar el restablecimiento del rey después de la enfermedad de la que padeció en Metz, para lo cual se lanzó un concurso con objeto de encontrar el mejor emplazamiento. En este concurso participan diecinueve arquitectos, entre los cuales están Germain Boffrand y Jacques-Germain Soufflot. Uno de ellos, Ange-Jacques Gabriel, propone retener una explanada simple de grava, sin función, sin dibujo, que se sitúa al cabo de jardín de las Tullerías, y que se llamaba «Explanada del Puente», en referencia a un puente de madera que salvaba entonces el foso que bordea la terraza de las Tullerías. Aunque excéntrico, el lugar puede servir para la urbanización de los nuevos barrios que tienden a construirse hacia el oeste de la capital.
El Rey es propietario de buena parte de estos terrenos, lo que permite limitar las expropiaciones. Antes de que la decisión oficialmente fuera tomada, se negoció con los herederos de John Law, propietarios de terrenos necesarios para la creación de la plaza real, inscrito en la vasta red de plazas reales de ubicadas en muchas ciudades francesas, como Rennes, Ruan, Burdeos, Dijon, Nantes y Montpellier.
Esta plaza se desarrolla según un principio muy abierto, porque se inscribe en una zona todavía virgen de urbanización. Valorizada por las fachadas dibujadas por Ange-Jacques Gabriel, la plaza Luis XV es un intermedio arquitectónico entre las frondosidades del jardín de las Tullerías y la perspectiva verde de los Campos Elíseos.
En 1753, se inicia un concurso para la organización de la explanada, reservado para los miembros de la Academia real de arquitectura. Gabriel, director de la Academia en su calidad de Primer arquitecto del Rey, es encargado de establecer el proyecto, que toma las mejores ideas de los competidores. Su proyecto es aceptado en 1755. El acuerdo entre la Ciudad de París, los representantes del Rey y los herederos de Law es firmado en 1758.
A cambio de los terrenos que ceden, los herederos recibirán el edificio situado en el noroeste de la plaza, así como los terrenos que quedan para construir a ambos lados de la futura Rue Royale. Consienten en pagar la construcción de las fachadas de todos los edificios, de los cuales tendrán su propiedad, y aceptan la servidumbre de establecer galerías públicas sobre la plaza.

### Desde la Revolución francesa

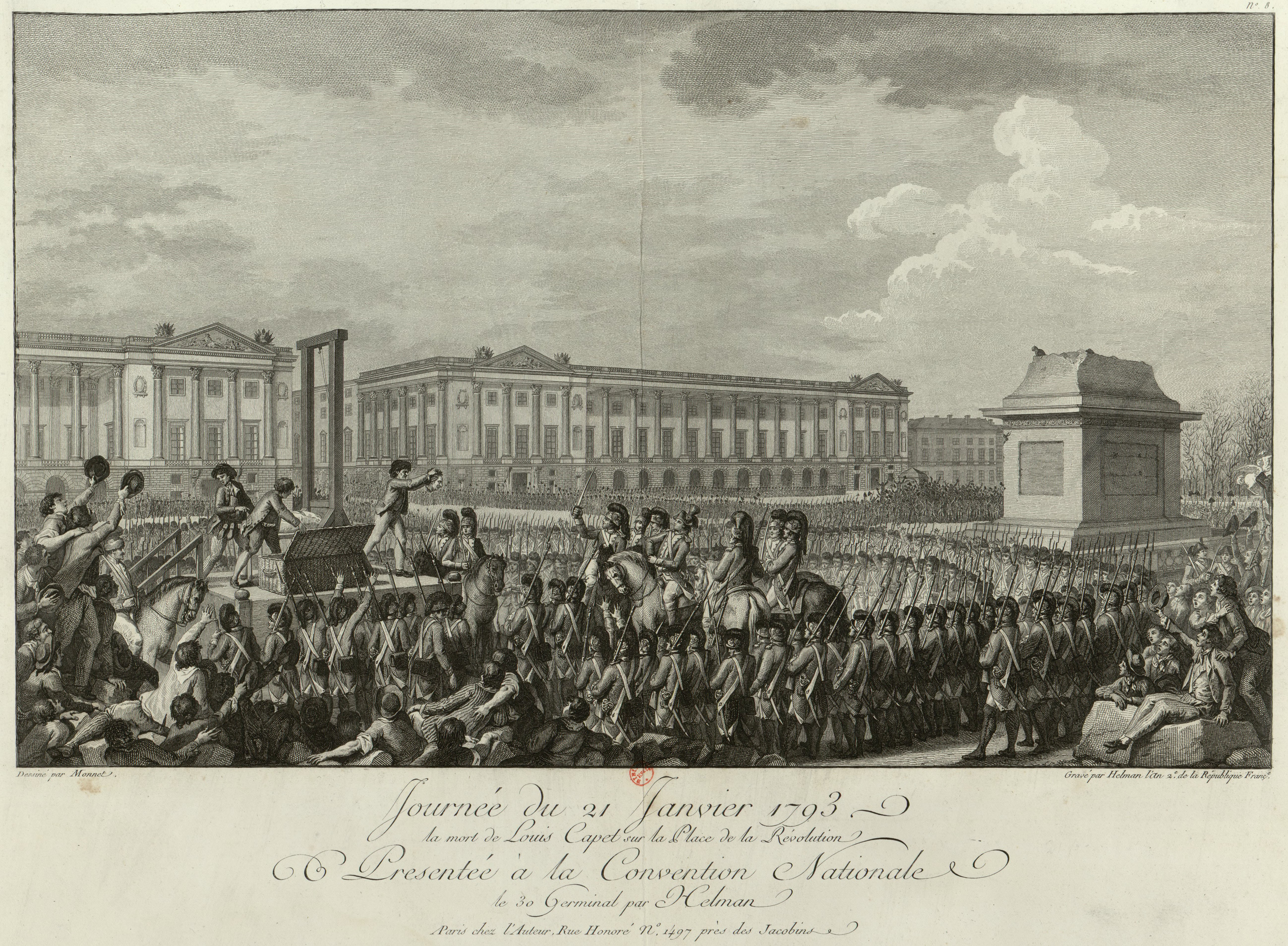
La ejecución de Luis XVI. A la derecha, el pedestal de la estatua de Luis XV.

Durante la Revolución francesa, la plaza es el lugar de paso obligado por los cortejos, improvisados o preparados por el protocolo de las fiestas. Será uno de los grandes lugares de reunión del período revolucionario, sobre todo cuando la guillotina estuvo allí instalada. Aquí fue donde Luis XVI y María Antonieta fueron ejecutados. Se estima que unas 1.119 personas fueron decapitadas públicamente en la plaza durante la Revolución Francesa, con lo cual se transforma en un sangriento escenario.
Desde el 12 de julio de 1789, los bustos de Jacques Necker y de Felipe de Orleans son exhibidos allí; el príncipe de Lambesc y sus dragones cargan contra los manifestantes. El día siguiente, la muchedumbre encuentra las armas del Guardamuebles (situado en el edificio nordeste) para la toma de la Bastilla. El 6 de octubre, Luis XVI, María Antonieta, y el Delfín, son devueltos de Versalles a París por el pueblo, y hacen su entrada al Palacio de las Tullerías atravesando la Plaza Luis XV.
El 11 de agosto de 1792, la estatua de Luis XV es derribada de su pedestal y luego enviada a la fundición. La Plaza de Luis XV es entonces rebautizada Plaza de la Revolución.
Después del fin de "El Terror", el gobierno decide rebautizar la Plaza de la Revolución como Plaza de la Concordia.

## Lugar de celebraciones

### La Marsellesa(1989)
En julio de 1989, durante las celebraciones del bicentenario de la Revolución francesa, un millón de personas asistió al desfile La Marsellesa. Más de 100 cadenas de televisión retransmitieron la ópera ballet a millones de espectadores. Seis mil figurantes recorrieron los Campos Elíseos, desde el Arco del Triunfo hasta la plaza de la Concordia.
Fue a la vez un desfile y un espectáculo estático en la plaza, donde esperaban 35 jefes de Estado o de Gobierno y 16.800 invitados. El presidente de la República francesa, François Mitterrand, siguió el desfile desde una tribuna, acompañado por el canciller alemán, Helmut Kohl.
El espectáculo, ideado por el Jean-Paul Goude, contenía una docena de cuadros en los que los protagonistas de la Revolución, Francia y sus provincias, desfilan junto a representantes de África, Estados Unidos, Reino Unido, o la Unión Soviética. Aunque algunos medios avanzaron un coste de 150 millones de francos.

## Monumentos

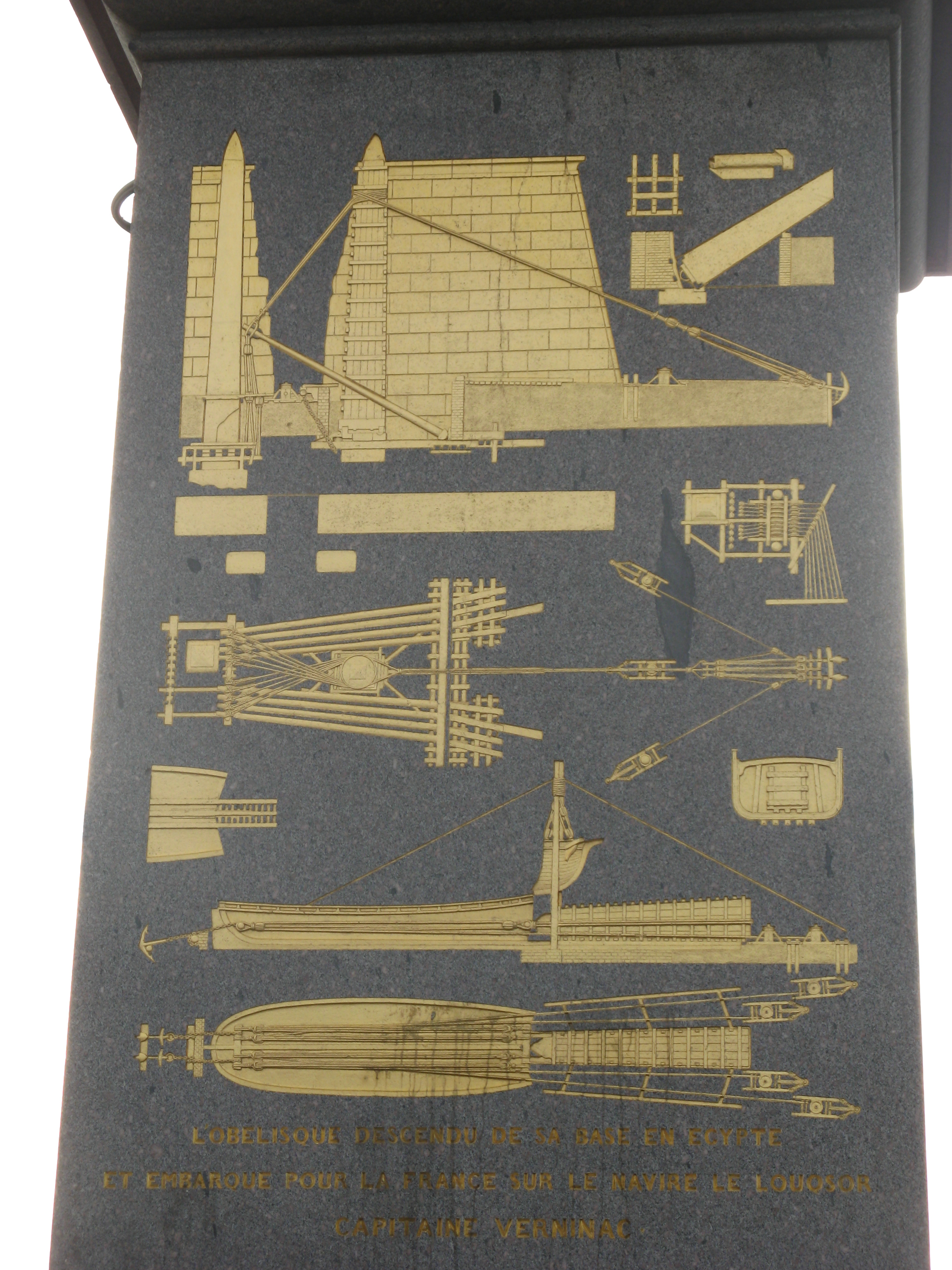
Jeroglíficos en el pedestal del obelisco.

### Edificios
Hotel Crillon
Este hotel de 103 habitaciones y 44 suites ocupa uno de los dos edificios de piedra idénticos, divididos por la calle Real (Rue Royale) y que fueron construidos en 1758 por el arquitecto Louis-François Trouard por orden de Luis XV. Las fachadas fueron diseñadas por Ange-Jacques Gabriel, encargado del proyecto conjunto de la plaza de la Concordia. Inicialmente, las dos construcciones debían funcionar como edificios oficiales. Sin embargo, el edificio del oeste se transformó en un hotel que fue muy frecuentado por María Antonieta y sus amigos de la alta sociedad. Allí, ella tomaba lecciones de piano. Paradójicamente fue guillotinada frente a este hotel.
Hôtel de la Marine
Desde su finalización en 1774, el edificio fue la sede central del Gardemeuble de la Couronne, un departamento de la Maison du Roi que administraba todos los bienes muebles de la Familia Real, ya fueran muebles, tapices, antigüedades, bronces, armaduras, armas de ceremonia o las Joyas de la Corona. Parte de la colección (la que no se encontraba en las residencias reales) permanecía expuesta en la sede central de París. Así pues, el Hôtel du Gardemeuble se abría al público todos los primeros martes de cada mes, desde Cuasimodo a San Martín. La colección se dividía en cuatro salas: la Salle d'Armes albergaba las armaduras y armas antiguas de los monarcas, la Galerie des Meubles exponía grandes bargueños, cómodas y tapices, la Galerie des bronzes alojaba la colección de esculturas de bronce y, por último, la Salle des Bijoux contenía las Joyas de la Corona.
En su esquina sureste, con vistas al Jardín de las Tullerías, había el appartement del intendant général: Pierre Élisabeth de Fontanieu (1767-1784) y más tarde Marc-Antoine Thierry de Ville-d'Avray (1784-1792). Otras partes del hôtel también contenían una capilla, un lavadero, una biblioteca, talleres y cuadras.